# Phan Phu Tiên
Phan Phu Tiên (chữ Hán: 潘孚先, 1370 -1462), tự: Tín Thần, hiệu: Mặc Hiên; là nhà biên khảo, nhà sử học, và là thầy thuốc Việt Nam ở đầu thời Nhà Lê sơ. Thành tựu đáng kể của ông, đó là đã biên soạn ra bộ Việt âm thi tập và bộ Đại Việt sử ký tục biên.

## Tiểu sử
Phan Phu Tiên sinh cuối thời Trần, khoảng chừng 1370-1371. Thân sinh ra ông là Phan Quang Minh, vốn người làng Thu Hoạch, tổng Canh Hoạch, huyện Thiên Lộc, phủ Đức Quang, trấn Nghệ An (nay là xã Thạch Châu, huyện Lộc Hà, tỉnh Hà Tĩnh); nhưng sau đó chuyển về ở làng Vẽ (tức làng Đông Ngạc, nay thuộc quận Bắc Từ Liêm, Hà Nội), và Phan Phu Tiên được sinh ra tại đây.

## Sự nghiệp
Theo thần phả ở vùng Đông Ngạc, thì Phan Phù Tiên từng thi đỗ Thái học sinh (tương đương Tiến sĩ) đời Trần Thuận Tông (ở ngôi: 1388-1398), và từng bổ chức quan.
Lại có tài liệu, như Toàn Việt thi lục, thì cho rằng ông đã thi đỗ khoa Hoành từ tại hành doanh Bồ Đề vào năm 1428.
Song có điều chắc chắn là sau ngày kháng Minh toàn thắng, năm 1429, vua Lê Thái Tổ cho mở khoa thi Minh kinh bác học để chọn nhân tài, ông đã ra dự thi và đỗ thứ ba sau Triệu Thái và Trần Thuấn Du.
Sau khi thi đỗ, Phan Phu Tiên được bổ làm Đồng tu sử ở Viện Quốc Sử. Ở đây, ông vâng lệnh biên soạn Việt âm thi tập, và đây chính là "bộ hợp tuyển thơ văn đầu tiên của nước Việt".
Năm 1433, Việt âm thi tập cơ bản đã hoàn thành, định đem khắc in, thì Phan Phú Tiên được bổ làm An phủ sứ ở Thiên Trường (Nam Định ngày nay), rồi ở Hoan Châu (Nghệ An-Hà Tĩnh ngày nay), nên đành phải gác lại.
Nhiều năm sau, vua Lê Nhân Tông triệu ông về lại Viện Quốc sử. Năm 1455, nhà vua giao cho ông biên soạn Đại Việt sử ký tục biên (chép từ Trần Thái Tông cho đến khi quân nhà Minh rút về nước, tức viết nối tiếp Đại Việt sử ký của Lê Văn Hưu đời Trần), nhưng nay đã thất lạc.
Theo tài liệu thì ông còn biên soạn cuốn Bản thảo thực vật toát yếu (Tóm lược sách bản thảo thực vật), nhưng sau đó đã thất lạc. Nội dung sách bao gồm các biện pháp chữa bệnh, nhưng chú trọng đến chế độ ăn uống hơn cả. Ông đã kê ra hơn 400 loại thức ăn động vật và thực vật có ở trong nước và các công dụng của các loại thức ăn đó.
Phan Phu Tiên còn góp công lao khôi phục phần nào văn hóa Lý - Trần đã bị giặc Minh cướp phá, đốt hủy trong những năm tháng Đại Việt bị nhà Minh đô hộ. Theo nhà sử học đời Lê Trung hưng Lê Quý Đôn, Phan Phu Tiên và một số danh sĩ nhà Lê sơ đã cùng nhau sưu tầm các sách vở thời Lý-Trần may mắn thoát khỏi bàn tay phá hoại của giặc Minh, cố công thu thập lại giấy tờ thư tịch thời Lý-Trần, nhặt nhạnh từng tờ giấy, tư liệu quý giá thời Lý-Trần lưu lạc thất tán trong dân gian giúp thần dân Đại Việt có cơ hội tìm hiểu về di sản của giai đoạn văn hóa Lý- Trần rực rỡ.
Phan Phu Tiên mất năm nào không rõ. Ngày nay, ở quê hương ông, làng Vẽ (Đông Ngạc) vẫn còn đền thờ ông. Tại trung tâm thành phố Hà Nội (quận Đống Đa) cũng có phố mang tên ông (Phố Phan Phù Tiên).

## Tác phẩm
Tác phẩm của Phan Phu Tiên có:
- Việt âm thi tập (hợp tuyển thơ)
- Đại Việt sử ký tục biên (đã thất lạc)
- Quốc triều luật lệnh (luật lệ trièu Lê Sơ)
- Bản thảo thực vật toát yếu (sách y học)
- 3 bài thơ chữ Hán chép trong Toàn Việt thi lục.

## Sách tham khảo
- Trần Văn Giáp, Tìm hiểu kho sách Hán Nôm. Nhà xuất bản Khoa học xã hội, 2003.
- Nguyễn Huệ Chi, mục từ "Phan Phu Tiên" trong Từ điển văn học (bộ mới). Nhà xuất bản Thế giới, 2004.